# Zafra digglesi
Zafra digglesi is een slakkensoort uit de familie van de Columbellidae. De wetenschappelijke naam van de soort is voor het eerst geldig gepubliceerd in 1874 door Brazier.